# Thomisus roeweri
Thomisus roeweri là một loài nhện trong họ Thomisidae.
Loài này thuộc chi Thomisus. Thomisus roeweri được miêu tả năm 1957 bởi Comellini.